# Ибикуи (национальный парк)
Ибикуи  (исп. Parque nacional Ybycuí) — национальный парк в Парагвае.

## Общие сведения
Природный заповедник Ибикуи расположен в 151 км от Асунсьона, в муниципалитете Ибикуи департамента Парагуари.
Этот национальный парк является одним из самых посещаемых в Парагвае. Он был создан в 1973 году и занимает площадь 5000 гектаров.
Территория, покрытая лесом, изобилует горами и холмами высотой до 400 метров, родниками, прозрачными ручьями с водопадами и природными бассейнами, а также флорой и фауной.
Это исторический район: в XIX веке здесь находился литейный завод. У входа в национальный парк Ибикуи, куда доходит асфальтированная дорога, находится музей — бывший чугунно-арсенальный завод Минас-Куэ (исп.  Minas Cué ), известный как Ла-Росада (исп.  La Rosada ) — историческая реликвия времён Лопеса. В этом месте изготавливали по английской технологии пушки, другое оружие и сельскохозяйственные орудия.
Длинные тропы, проложенные через тропические заросли дают возможность осмотреть растительность: папоротники, орхидеи.
До знаменитого водопада Мбокарузу (исп. Salto de Mbocaruzú ) несколько километров пути; 900-метровая тропа ведет к Сальто-Гуарани (исп. Salto Guaraní ), а другая тропа, длиной около 3 километров — к водопаду Сальто-Эскондидо (исп. Salto Escondido ).
Эта тропа узкая и каменистая, в её окрестностях обитает много разнообразных птиц и бабочек, особенно в районе ручья Арройо-Мина (исп. Arroyo Mina), где можно увидеть водопад Сальто-Минас (исп. Salto Minas,), скалы, естественные бассейны и пышную растительность.